# Glypta flavopicta
Glypta flavopicta là một loài tò vò trong họ Ichneumonidae.